# نخبة ليبرالية
النخبة الليبرالية، المشار إليها باسم النخبة الحضرية أو النخبة التقدمية، هي صورة نمطية للأشخاص الليبراليين سياسيًا الذين فتح تعليمهم بشكل تقليدي الأبواب إلى الامتياز والسلطة، والذين يشكلون نخبة إدارية. يُستشهد بها عامة بازدراء، مما يعني أن الأشخاص الذين يدعون دعم حقوق الطبقة العاملة هم أنفسهم أعضاء في الطبقة الحاكمة، وبالتالي فهم عاجزون عن تلبية الاحتياجات الحقيقية للأشخاص الذين يدعون دعمهم وحمايتهم.
نظرًا لكون المصطلح وسيلة بلاغية، فإنه يحمل معنى مرنًا حسب الظروف التي يُستخدم فيها. نشأ المفهوم في الولايات المتحدة، لكنه انتشر إلى بلدان أخرى ناطقة باللغة الإنجليزية، حيث يكون مصطلح النخبة الحضرية أكثر شيوعًا لأن الليبرالية يمكن أن تمتلك معنًا معاكس اعتمادًا على البلد.

## الاستخدام

### كندا
أفادت وكالة الأنباء الكندية سي بي سي عن حدث يُقام لأنصار دوغ فورد (رئيس مجلس الوزراء في أونتاريو).  وصف أحد المؤيدين النخبة بأنهم «أولئك الذين يعتقدون أنهم أفضل مني»، بينما وصفهم دوغ فورد بأنهم «الناس الذين ينظرون باستخفاف إلى الناس العاديين، الشعب، ويظنون بأنهم أذكى منا وأنهم يعرفون أكثر مما يخولهم أن يقولوا لنا كيف نعيش حياتنا». علق أليكس مارلاند من جامعة نيوفاوندلاند التذكارية على شعبية جاستن ترودو بقوله «النخبة الليبرالية في المدن الحضرية» في مقال نُشر في ريسرتش غيت بعنوان «صورة العلامة التجارية لرئيس الوزراء الكندي جاستن ترودو في السياق الدولي».

### الصين

#### هونغ كونغ
بدأ مصطلح يساري، «في اللغة الصينية، تسو تسياو» بالظهور في الخطاب السياسي في هونغ كونغ في العقد الأول من القرن الواحد والعشرين، أولًا في وسائل الإعلام التقليدية ثم انتشر عبر الإنترنت. يُشير المصطلح إلى الليبراليين اليساريين ويمكن تميزهم عن الستالوارتس التقليديين من الحزب الشيوعي الصيني. يدعو من يُعرفون باليساريين إلى السلام والعقلانية واللاعنف والامتناع عن الألفاظ النابية. يدعي النقاد أن الليبراليين اليساريين غير واقعيين، إذ يتخلون في بعض الأحيان عن العدالة الاجتماعية بهدف السعي لتحقيق المساواة والحب والسلام.

### الهند
يُستخدم مصطلح «النخبة الليبرالية» في الهند لوصف المؤسسة التي تميل لليسار والناطقة باللغة الإنجليزية والمنحازة إلى الاشتراكية النهروفية والماركسية والذين شكلوا شريحة واسعة من الفكر السائد والطبقة السياسية الحاكمة في الهند، وذلك منذ استقلالها عام 1947. يُعتبر المؤتمر الوطني الهندي، الذي يُشار إليه غالبًا باسم «الحزب الكبير القديم»، حزبًا ليبراليًا يساريًا، هيمن على السياسية الهندية خلال فترة طويلة من تاريخها المستقل.

### إيرلندا
يوجد مفهوم مماثل في السياسية الإيرلندية يتمثل في «دوبلن فور آكسنت» أو «دي فور آكسنت» والرؤية الكونية (رمز لمنطقة في جنوب دوبلين للأغنياء). تسلط الإشارة إلى هذا الأسلوب من الكلام الضوء على الفرق بين النخبة الحضرية وعامة الناس (سواء الطبقة العاملة الحضرية أو «الكوشي» الريفية).

### الفلبين
استُخدم الديلوان المسيئون لمهاجمة الموالين للحزب الليبرالي والجماعات أو الأفراد المنحازين سياسيًا، وغالبًا ما كانوا مرتبطين بالطبقة الوسطى العليا الناطقة باللغة الإنجليزية والتي تلقت تعليمًا جامعيًا. تعني كلمة ديلوان بالجمع، الصفر (راجع الحمر) في اللغة الوطنية، إذ يُعتبر اللون الأصفر لون ثورة السلطة لعام 1986. انتشر هذا المصطلح على نطاق واسع بين مؤيدي رودريغو دوتيرتي خلال الانتخابات الرئاسية الفلبينية عام 2016، كجزء من رد فعل عنيف ضد عقود من هيمنة النخب الغربية في الحيز العام.
تجدر الإشارة إلى أن حزب دوتيرتي الخاص، الحزب الديمقراطي الفلبيني- لابان، كان هو نفسه «في طليعة العديد من تلك [أناس السلطة] المظاهرات التي كانت تحمل رايات صفراء مع كلمة لابان وتواجه خراطيم المياه وهراوات الشرطة والتهديد بالاعتقال».